# Iloczyn nieskończony
Iloczyn nieskończony – iloczyn nieskończenie wielu liczb rzeczywistych lub zespolonych; pojęcie analogiczne do szeregu.

## Ustalenia wstępne
Jeżeli {\displaystyle p_{1},p_{2},\dots ,p_{n},\dots } jest ciągiem liczb, to liczby {\displaystyle P_{1}=p_{1},P_{2}=p_{1}p_{2},\dots ,P_{n}=p_{1}p_{2}\cdot \ldots \cdot p_{n}} nazywamy iloczynami częściowymi tego ciągu. Symbol
{\displaystyle \prod _{n=1}^{\infty }p_{n}=p_{1}p_{2}\cdot \ldots \cdot p_{n}\ldots }
nazywamy iloczynem nieskończonym ciągu {\displaystyle p_{n},} natomiast granicę (oznaczaną również tym samym symbolem) ciągu iloczynów częściowych
{\displaystyle \lim _{n\to \infty }P_{n}=\prod _{n=1}^{\infty }p_{n}}
(skończoną bądź nie) nazywamy wartością tego iloczynu.
Jeżeli iloczyn nieskończony ma granicę skończoną i różną od zera, to nazywamy go zbieżnym – w przeciwnym wypadku rozbieżnym. Jak łatwo zauważyć, wystarczy by jeden z czynników iloczynu był zerowy, aby wartość iloczynu była zerem, tj. iloczyn nieskończony był rozbieżny.

## Związek z szeregami
Podobnie jak w przypadku szeregów, odrzucenie skończonej liczby wyrazów w ciągu {\displaystyle p_{n}} nie wpływa na zbieżność iloczynu nieskończonego tego ciągu (o ile wśród odrzucanych wyrazów nie ma liczby 0). Można podać także analogiczny warunek konieczny zbieżności: Jeżeli iloczyn nieskończony ciągu {\displaystyle p_{n}} jest zbieżny, to
{\displaystyle \lim _{n\to \infty }p_{n}=1.}

### Zbieżność szeregu a zbieżność iloczynu nieskończonego
Iloczyn nieskończony ciągu {\displaystyle p_{n}} jest zbieżny wtedy i tylko wtedy, gdy zbieżny jest szereg
{\displaystyle \sum _{n=1}^{\infty }\ln p_{n}.}
Jeżeli warunek ten jest spełniony i {\displaystyle L} jest sumą szeregu, to wartość iloczynu nieskończonego wynosi {\displaystyle e^{L}.}
Można podać też inne kryteria zbieżności:
- Jeżeli dla dostatecznie dużych {\displaystyle n} wyrazy ciągu liczbowego {\displaystyle a_{n}} są stałego znaku, to iloczyn nieskończony

{\displaystyle \prod _{n=1}^{\infty }(1+a_{n})} jest zbieżny wtedy i tylko wtedy, gdy zbieżny jest szereg {\displaystyle \sum _{n=1}^{\infty }a_{n}.}
- Jeżeli zbieżne są szeregi: {\displaystyle \sum _{n=1}^{\infty }a_{n}} i {\displaystyle \sum _{n=1}^{\infty }a_{n}^{2},} to zbieżny jest iloczyn {\displaystyle \prod _{n=1}^{\infty }(1+a_{n}).}

Iloczyn nazywamy bezwzględnie zbieżnym, jeśli zbieżny jest iloczyn {\displaystyle \prod _{n=1}^{\infty }{\big (}1+|a_{n}|{\big )}.}
Warunek Cauchy’ego dla iloczynów: Iloczyn {\displaystyle \prod _{n=1}^{\infty }(1+a_{n})} jest zbieżny wtedy i tylko wtedy, gdy {\displaystyle \forall \epsilon >0\exists n_{0}\forall n>n_{0}\forall k\in \mathbb {N} \left|{\frac {P_{n+k}}{P_{n}}}-1\right|<\epsilon .}
Wniosek: Iloczyn {\displaystyle \prod _{n=1}^{\infty }(1+a_{n})} jest bezwzględnie zbieżny {\displaystyle \Leftrightarrow } Szereg {\displaystyle \sum _{n=1}^{\infty }a_{n}} jest bezwzględnie zbieżny.

## Rozwinięcia funkcji w iloczyny nieskończone
{\displaystyle \sin z=z\prod _{n=1}^{\infty }\left(1-{\frac {z^{2}}{\pi ^{2}n^{2}}}\right)} – szczególny przypadek – iloczyn Wallisa:
{\displaystyle {\frac {\pi }{2}}={\frac {2}{1}}\cdot {\frac {2}{3}}\cdot {\frac {4}{3}}\cdot {\frac {4}{5}}\cdot {\frac {6}{5}}\cdot {\frac {6}{7}}\cdot {\frac {8}{7}}\cdot {\frac {8}{9}}\cdot \ldots =\prod _{n=1}^{\infty }{\frac {4n^{2}}{4n^{2}-1}}}
{\displaystyle \cos z=\prod _{n=1}^{\infty }\left(1-{\frac {4z^{2}}{\pi ^{2}(2n-1)^{2}}}\right)}
{\displaystyle \sinh z=z\prod _{n=1}^{\infty }\left(1+{\frac {z^{2}}{\pi ^{2}n^{2}}}\right)}
{\displaystyle \cosh z=\prod _{n=1}^{\infty }\left(1+{\frac {4z^{2}}{\pi ^{2}(2n-1)^{2}}}\right)}
{\displaystyle \zeta (z)=\prod _{n=1}^{\infty }{\frac {1}{(1-p_{n}^{-z})}}} – funkcja ζ Riemanna, {\displaystyle p_{n}} oznacza ciąg liczb pierwszych
{\displaystyle {\frac {2}{\pi }}={\frac {\sqrt {2}}{2}}\cdot {\frac {\sqrt {2+{\sqrt {2}}}}{2}}\cdot {\frac {\sqrt {2+{\sqrt {2+{\sqrt {2}}}}}}{2}}\cdot \ldots } – iloczyn Vièta